# Онета (Бергамо)
Онета (итал. Oneta) је насеље у Италији у округу Бергамо, региону Ломбардија.
Према процени из 2011. у насељу је живело 776 становника. Насеље се налази на надморској висини од 742 м.

## Становништво
| 1931. | 1936. | 1951. | 1961. | 1971. | 1981. | 1991. | 2001. | 2011. |
| ----- | ----- | ----- | ----- | ----- | ----- | ----- | ----- | ----- |
| 995   | 947   | 1.127 | 1.056 | 837   | 745   | 716   | 714   | 652   |